# Andrzej Grzymała
Andrzej Grzymała z Poznania (ur. ok. 1425 w Poznaniu, zm. we wrześniu lub 26 października 1466 w Krakowie) – polski uczony późnego średniowiecza, rektor Akademii Krakowskiej.

## Życiorys
Pochodził z rodziny mieszczańskiej, był synem Jana. W 1442 wstąpił na uniwersytet w Krakowie, gdzie w 1443 został bakałarzem, a w 1447 uzyskał magisterium. Przez długi czas wykładał poetykę i retorykę (1443–1460), zaś w latach 1453/1454 i 1458 był dziekanem Wydziału Sztuk.
W latach 1460–1462 przebywał we Włoszech, głównie w Rzymie, ale być może też w Perugii, gdzie w 1461 prawdopodobnie uzyskał doktorat z medycyny. W latach 1464/1465 był dziekanem Wydziału Lekarskiego uniwersytetu w Krakowie, w 1465 legitymował się stopniem licencjata dekretów i uzyskał również stopień bakałarza teologii, w latach 1465 i 1466 był dwukrotnie wybierany rektorem akademii. Zmarł prawdopodobnie we wrześniu 1466 podczas epidemii.
Zajmował się też astronomią i napisał dzieło o sposobach używania tablic astronomicznych (Canones Tabularum Resolutarum) – jedyne jego dzieło zachowane do czasów współczesnych. Z jego księgozbioru zachowały się m.in. dzieła Laborintus Eberharda z Bremy, Poetria Nova Godfryda de Vinsauf, a także komedia Poliscene Leonarda Bruni prawdopodobnie z komentarzem Grzymały. Na podstawie rozważań Grzymały na temat komedii i innych form dramatycznych Dobrogost z Sierakowa opracował komentarz zachowany w Bibliotece Czartoryskich.